# Кукджуак (река)
Кукджуак (англ. Koukdjuak River) — река на острове Баффинова Земля в Нунавуте, Канада. Берёт начало на высоте 30 метров над уровнем моря, вытекая из озера Неттиллинг с западной стороны, впадает в залив Фокс Северного Ледовитого океана. Длина реки — 73 км.
Первым подробно описал реку канадский исследователь Арктики и орнитолог Джозеф Соупер. Река является северной границей миграции северных оленей. В реке широко распространён арктический голец.